# Governació de Dohuk

Distribució de la província de Dohuk.

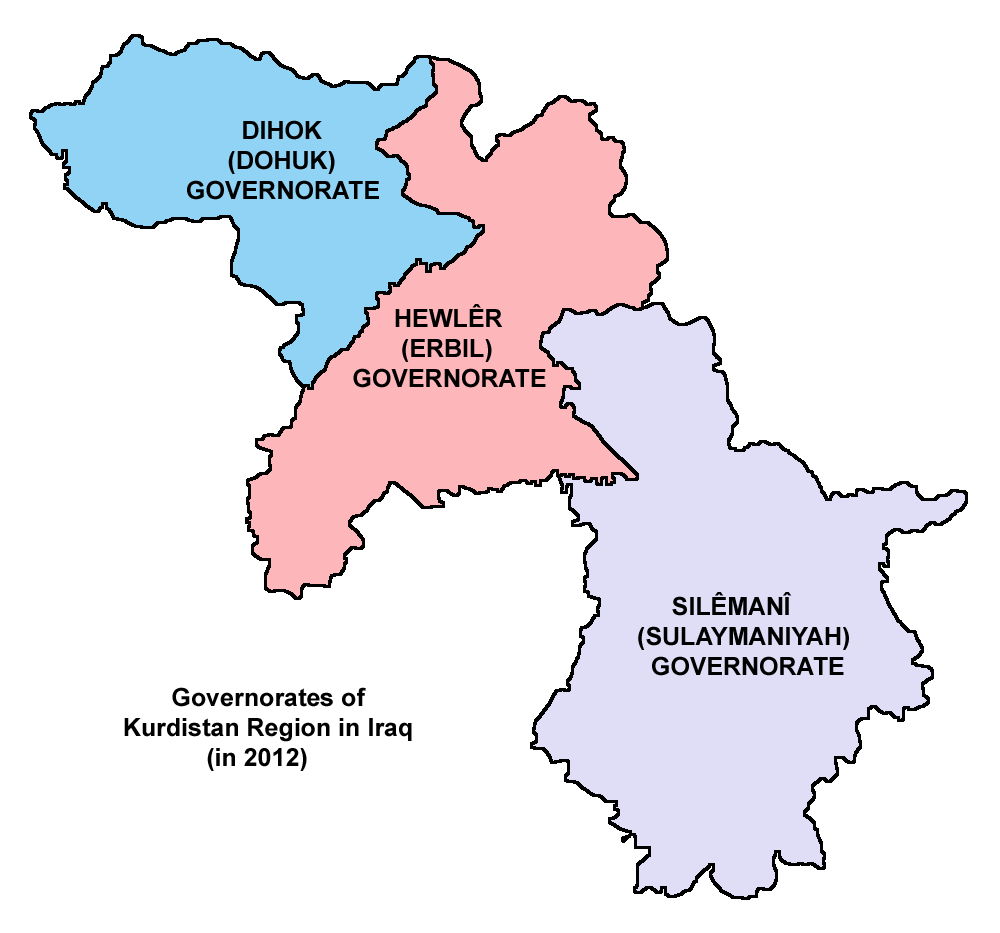

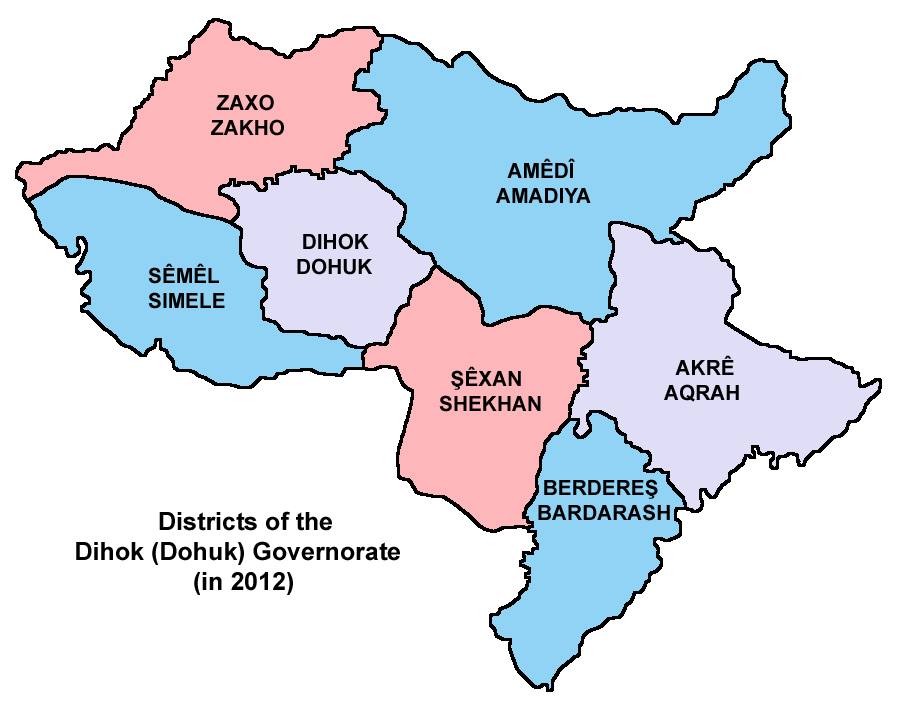

La governació o muhàfadha de Dohuk (kurd: پارێزگەھا دھۆک, Parêzgeha Dihokê; àrab: محافظة دهوك, muḥāfaẓat Dihūk) és una província o governació de l'Iraq que es troba al Kurdistan. Té una superfície de 6.553 km², i una població estimada d'1.300.000 habitants (2013). N'és la capital la ciutat de Duhok, de la que en pren el nom.

## Districtes
La governació es divideix en set districtes:
- Amadiya
- Zakho
- Duhok
- Semel
- Akre
- Bardarash
- Al-Shekhan

## Ciutats i pobles
- Bamarni
- Araden
- Avzrog
- Badarash
- Bebadeyy
- Dehi
- Dawodiya
- Dohuk
- Gir-e Kumar
- Harmash
- Hezany
- Sarsink
- Sumail
- Zawita

- Bet tanura